# ISO/IEC 27001
ISO/IEC 27001 är en standard utgiven av ISO och IEC. Standarden är en del av den fortfarande växande familjen av standarder i ISO/IEC 27000-serien och dess svenska titel är Informationssäkerhet – Cybersäkerhet och integritetsskydd – Ledningssystem för informationssäkerhet – Krav. Standarden har till syfte att ge verksamheter standardiserade krav för att säkerställa ett systematiskt arbetssätt ur ett ledningsperspektiv för informationssäkerhet. Standarden publicerades första gången i oktober 2005. Senaste uppdateringen av standarden gjordes 2022.